# Aire sauvage de Ghost River
L’aire sauvage de Ghost River est l'une des trois aires sauvages de la province de l'Alberta, au Canada.  Elle est située au sud-est du parc national de Banff.